# Give Me the Future
Give Me the Future är det fjärde studioalbumet av den brittiska indiepopgruppen Bastille. Albumet släpptes den 4 februari 2022 och föregicks av fem singlar; Distorted Light Beam, Give Me the Future, Thelma + Louise och Shut Off The Lights.
Albumet innehåller en spoken word-låt av den brittiska skådespelaren och rapparen Riz Ahmed. Det innehåller även flera kulturella referenser, såsom låttitlarna Back to The Future och Thelma + Louise, vilka är referenser till filmerna med samma namn.

## Bakgrund
2019 släppte Bastille sitt tredje album Doom Days, ett konceptalbum om en festnatt. Efter detta ska arbetet på ett fjärde album ha börjat relativt snart. Enligt bandets sångare Dan Smith började bandet arbeta på vad som skulle bli deras fjärde studioalbum i början av 2020.

## Koncept
Albumet är ett konceptalbum om en högteknologisk framtid och ett fiktivt företag vid namn Future Inc. Företaget tillverkar en enhet som tillåter användare att uppleva sin egen fantasi i Virtual Reality.

## Låtlista
| 1.           | Distorted Light Beam           | 2:57  |
| 2.           | Thelma + Louise                | 2:17  |
| 3.           | No Bad Days                    | 3:05  |
| 4.           | Brave New World (Interlude)    | 0:27  |
| 5.           | Back To the Future             | 2:53  |
| 6.           | Plug In...                     | 2:40  |
| 7.           | Promises (med Riz Ahmed)       | 1:25  |
| 8.           | Shut Off The Lights            | 3:07  |
| 9.           | Stay Awake?                    | 3:07  |
| 10.          | Give Me the Future             | 3:39  |
| 11.          | Club 57                        | 3:12  |
| 12.          | Total Dissociation (Interlude) | 0:43  |
| 13.          | Future Holds (med BIM)         | 2:43  |
| Total längd: | Total längd:                   | 32:20 |

| 14.          | Back to the Innerverse (Interlude)  | 0:20  |
| 15.          | Real Life                           | 2:20  |
| 16.          | survivin'                           | 2:52  |
| 17.          | Shut Off The Lights (SPINALL Remix) | 3:06  |
| Total längd: | Total längd:                        | 40:53 |

## Give Me the Future + Dreams of The Past
Give Me the Future + Dreams of The Past är en förlängd utgåva av albumet, släppt den 26 augusti 2022.
Utgåvan fungerar både som en Deluxe-version, men även som ett dubbelalbum som spinner vidare på den första delens koncept. Bandet själva har förklarat att det förlängda albumet har två distinkta delar. Den ena delen kallas Dreams of The Past, och den andra delen består av bandets femte mixtape; Other People's Heartache, Pt. 5.
| 14. | Back to the Innerverse (Interlude) | 0:20 |
| 15. | Real Life                          | 2:20 |
| 16. | Family Ties                        | 2:46 |
| 17. | Distorted Light Beam - Reprise     | 3:23 |
| 18. | Revolution                         | 3:03 |
| 19. | survivin'                          | 2:53 |
| 20. | No More Bad Days                   | 3:59 |
| 21. | Hope For The Future                | 3:32 |

| 22. | Other People's Heartache - Interlude |  |
| 23. | Run Into Trouble (Alok & Bastille)   |  |
| 24. | Remind Me                            |  |
| 25. | Eight Hours (med Tyde)               |  |
| 26. | Dancing in The Dark                  |  |
| 27. | Running Away                         |  |